# 巴西直棘脂鯉
巴西直棘脂鯉（学名：Orthospinus franciscensis）為輻鰭魚綱脂鯉目脂鯉亞目脂鯉科的其中一個種。分布於南美洲聖弗朗西斯科河流域，體長可達7.4公分，棲息在底中層水域，生活習性不明，可做為觀賞魚。